# 政治协理员
政治协理员，簡稱协理员，是中国人民解放军、武警部队中的負責政治工作的领导管理職位，目的是確保部隊接受中国共產黨的領導。
政治协理员与政治委員不同。政治委员與同級的军事主官同為部队首長，實行的是雙首長制（如同中国各级行政區的行政首長與同级黨委書記的关系）。政治委員與军事主官擁有相同的權力，互相制衡，“对所属部队的各项工作共同负责”。:第55条而政治协理员是本单位行政首长领导下负责政治工作的副职领导，实行行政首长负责制。

## 历史
中國人民解放軍現行的政治协理员制度，创制于1940年八路军野战政治部制定的《中国国民革命军第十八集团军（第八路军）政治工作条例（草案）》。

## 设置
在团级及以上的机关或部门设立政治协理员:第86条。因此，级别最低的是团司令部政治协理员与团后勤处政治协理员，为副营级。